# Żurawia (województwo łódzkie)
Żurawia – osada w Polsce położona w województwie łódzkim, w powiecie rawskim, w gminie Biała Rawska.
Wieś wymieniana w 1375 r. jako Zoraw.
W latach 1975–1998 miejscowość należała administracyjnie do województwa skierniewickiego.